# Алан Шепард
Алан Бартлет „Ал” Шепард млађи (енгл. Alan Bartlett "Al" Shepard, Jr.; Дери, 18. новембар 1923 — Пибл Бич, 21. јул 1998) био је амерички морнарички пилот, инжењер, астронаут и предузетник, који је 1961. постао друга особа и први Американац који је летео у свемир. Ова мисија из програма Меркјури је замишљена само да стигне до свемира, али не и да стигне у орбиту. Десет година касније, у 47. години као најстарији астронаут у програму, Шепард је командовао мисијом Аполо 14. Постао је пета особа која је ходала по Месецу и једини астронаут из групе Меркјури Седам која је ходала по Месецу. Поред њега, Меркјури Седам чинили су и Џон Глен, Волтер Шира, Доналд Слејтон, Скот Карпентер, Гас Грисом и Гордон Купер. Селектовани су 1959. године.

## Биографија

### Рана младост, образовање и војна служба
Рођен 18. новембра 1923. године у Њу Хемпширу, Шепард је син потпуковника Алана Бартлета старијег (1891—1973) и Полин Рензе Шепард (рођене Емерсон; 1900—1993). У младости је био члан Младих извиђача САД и имао је чин First Class Scout. Након завршене средње школе 1940. године, био је премлад за ступање у Морнарицу, будући да је матурирао са 16 година. Имао је IQ 145. Морнарица га је послала на академију Адмирал Фарагут, коју је завршио 1941. године. Дипломирао је 1944. на Морнаричкој академији САД у Анаполису, а магистрирао на Поморском ратном колеџу 1957. године.
Одликовани је ветеран Другог светског рата, у ком је учествовао као поморски официр, да би након рата био послат на војну пилотску обуку, коју успешно завршава 1947, паралелно са цивилном, и постаје морнарички пилот. Осим у својству борбеног пилота, летео је и као пробни пилот, по завршетку елитне школе за пробне пилоте у Пакс Риверу, Мериленд. Курс је завршио 1950. године, што га чини првим астронаутом који је завршио овакву школу. Послат је у Корејски рат, али је на поприште сукоба стигао тик по окончању конфликта на Корејском полуострву. Након тога, требало је да постане ађутант контраадмирала Витнија, али је на Шепардов захтев, будући да је хтео да лети, враћен у Пакс Ривер, где поново службује као пробни пилот и инструктор.

### Астронаут
Формално најобразованији Меркјури Седам астронаут, по селекцији у астронаутски корпус НАСА, Шепард је ушао у најужи избор за првог Американца у свемиру. Изгубио је битку са Јуријем Гагарином за првог човека у свемиру, али је 5. маја 1961. постао први Американац. Требало је да лети 1963. на мисији Меркјури — Атлас 10, али је мисија отказана. Такође, уочи овог задатка био је резерва Гордону Куперу на његовом лету маја 1963.
Такође, Шепард је и један од 24 човека која су путовала на Месец. Током мисије два пута је ударио лоптице за голф.
Лет на Меркјурију и Аполо 14 су уједно била и његова два једина лета у свемира, пошто је његов летачки статус био прекинут на пет година (1964—1969) током програма Меркјури и Џемини због Менијереове болести, која је хируршким путем излечена пре његовог лета на Месец. Шепард јесте био одређен за командног пилота прве Џемини мисије, Џемини 3, али је због болести отпао.
Шепард је радио на месту шефа астронаутске канцеларије од новембра 1963. до јула 1969. и од јуна 1971. до 1. августа 1974. Био је унапређен из чина капетана у чин контраадмиралa 25. августа 1971. Повукао се из Америчке морнарице и НАСА 1974. године. Носилац је Конгресне свемирске медаље части.
Забележио је преко 8.000 часова лета на разним типовима авиона; 3.700 на млазњацима. У свемиру је провео девет дана.

### По напуштању НАСА и Ратне морнарице САД
После повлачења из НАСА постао је успешан предузетник. Још док је био активан у НАСА-и улагао је у разне послове и проводио сате на телефону у својој канцеларији у Хјустону, контролишући послове, а од 1984. је био део Фондације Меркјури Седам, која се бавила прикупљањем новца за младе наде и студенте у сфери науке и инжењерства. Преминуо је од леукемије 21. јула 1998. пет недеља пре смрти своје жене (која је преминула у 17 часова, у време када је Шепард имао обичај да је зове телефоном) са којом је био у браку 53 године, и са којом је добио две кћерке, а усвојили су и сестричину његове супруге. Обоје су кремирани и пепео им је распршен из морнаричког хеликоптера недалеко од њихове куће у Пибл Бичу.

## Галерија
- Шепард током летачке морнаричке обуке, 1946. године
- Шепард у кокпиту F-106 Делта Дарта, 1961. године
- Шепард уочи историјског лета, 1961. године
- Шепард на свом првом лету у свемир, 1961. године
- Шепард након лета, 1961. године
- Шепард са супругом, у друштву председника САД Џона Кенедија, његове супруге Жаклине, као и потпредседника САД, Линдона Џонсона, у Вашингтону 1961. године

- Шепард са цигаром у контролном центру у Хјустону, 1965. године
- Шепард пред лет Апола 14, 1971. године
- Шепард на Месецу, 1971. године
- Шепард током експеримента на Месецу, 1971. године
- Шепард на турниру у голфу, 1986. године
- Алан Шепард, 1995. године